# Equació de moment de Cauchy
L'equació de moment de Cauchy és una equació diferencial parcial vectorial proposada per Augustin-Louis Cauchy que descriu el transport de moment no relativista en qualsevol continu.

## Equació principal
En forma convectiva (o lagrangiana), l'equació de moment de Cauchy s'escriu com:
{\displaystyle {\frac {D\mathbf {u} }{Dt}}={\frac {1}{\rho }}\nabla \cdot {\boldsymbol {\sigma }}+\mathbf {f} }on
𝑢 és el camp vectorial de la velocitat del flux, que depèn del temps i l'espai, (unitat: m/s)
𝑡 és el temps, (unitat:s)
𝐷𝑢/𝐷𝑡 és la derivada material de 𝑢
𝜌 és la densitat en un punt donat del continu (per al qual es compleix l'equació de continuïtat), (unitat: kg/m3)
𝜎 és el tensor de tensió, (unitat: Pa=N/m2=kg⋅m−1⋅s−2)
Les unitats SI més utilitzades es donen entre parèntesis, tot i que les equacions són de naturalesa general i s'hi poden introduir altres unitats o es poden eliminar totes les unitats mitjançant la nodimensionalització.
Cal tenir en compte que només fem servir vectors columna (en el sistema de coordenades cartesianes) per a més claredat, però l'equació s'escriu utilitzant components físics (que no són ni covariants ("columna") ni contravariants ("fila")). Tanmateix, si escollim un sistema de coordenades curvilínies no ortogonal, aleshores hauríem de calcular i escriure les equacions en forma covariant ("vectors de fila") o contravariant ("vectors de columna").
Després d'un canvi de variables apropiat, també es pot escriure en forma de conservació:
{\displaystyle {\frac {\partial \mathbf {j} }{\partial t}}+\nabla \cdot \mathbf {F} =\mathbf {s} }on j és la densitat de moment en un punt espai-temps donat, F és el flux associat a la densitat de moment i s conté totes les forces del cos per unitat de volum.

## Derivació diferencial
Comencem amb el principi generalitzat de conservació de la quantitat de moviment, que es pot escriure de la següent manera: "El canvi en la quantitat de moviment del sistema és proporcional a la força resultant que actua sobre aquest sistema". S'expressa amb la fórmula:
{\displaystyle \mathbf {p} (t+\Delta t)-\mathbf {p} (t)=\Delta t{\bar {\mathbf {F} }}}on {\displaystyle \mathbf {p} (t)} és la quantitat de moviment en el temps t, i {\displaystyle {\bar {\mathbf {F} }}} és la força promediada sobre {\displaystyle \Delta t}. Després de dividir per {\displaystyle \Delta t} i passant al límit {\displaystyle \Delta t\to 0} obtenim (derivada):
{\displaystyle {\frac {d\mathbf {p} }{dt}}=\mathbf {F} }Analitzem cada costat de l'equació anterior.

### Costat dret

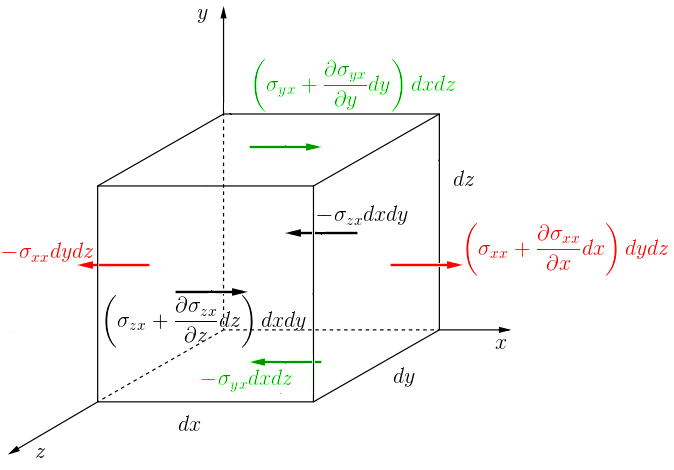
El component X de les forces que actuen sobre les parets d'un element fluid cúbic (verd per a les parets superior-inferior; vermell per a esquerra-dreta; negre per a davant-darrere).

Dividim les forces en forces del cos {\displaystyle \mathbf {F} _{m}} i forces superficials {\displaystyle \mathbf {F} _{p}}
{\displaystyle \mathbf {F} =\mathbf {F} _{p}+\mathbf {F} _{m}}Les forces superficials actuen sobre les parets de l'element fluid cúbic. Per a cada paret, el component X d'aquestes forces es va marcar a la figura amb un element cúbic (en forma de producte d'esforç i àrea superficial, p. ex.
{\displaystyle -\sigma _{xx}\,dy\,dz} amb unitats {\textstyle \mathrm {Pa\cdot m\cdot m={\frac {N}{m^{2}}}\cdot m^{2}=N} } ).
Sumant forces (les seves components X ) que actuen sobre cadascuna de les parets del cub, obtenim:
{\displaystyle F_{p}^{x}=\left(\sigma _{xx}+{\frac {\partial \sigma _{xx}}{\partial x}}dx\right)dy\,dz-\sigma _{xx}dy\,dz+\left(\sigma _{yx}+{\frac {\partial \sigma _{yx}}{\partial y}}dy\right)dx\,dz-\sigma _{yx}dx\,dz+\left(\sigma _{zx}+{\frac {\partial \sigma _{zx}}{\partial z}}dz\right)dx\,dy-\sigma _{zx}dx\,dy}

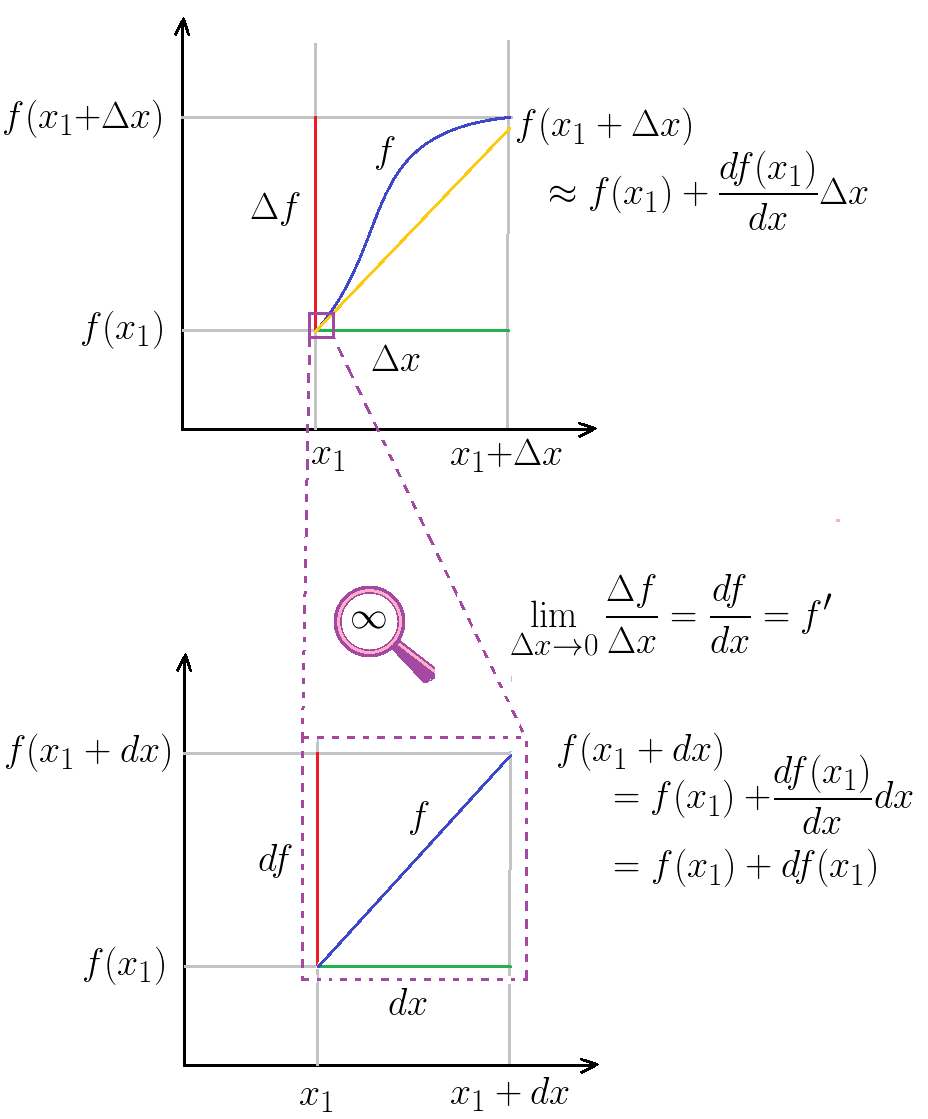
Al gràfic superior veiem l'aproximació de la funció (línia blava) utilitzant una diferència finita (línia groga). Al gràfic inferior veiem "un veïnat del punt infinitament ampliat" " (quadrat lila del gràfic superior). Al gràfic inferior, la línia groga està completament coberta per la blava, per tant no és visible. A la figura inferior, s'han utilitzat dues formes derivades equivalents: ], i la designació es va utilitzar.

Després de fer la comanda {\displaystyle F_{p}^{x}} i realitzant un raonament similar per als components {\displaystyle F_{p}^{y},F_{p}^{z}} (no s'han mostrat a la figura, però serien vectors paral·lels als eixos Y i Z, respectivament) obtenim:
{\displaystyle {\begin{aligned}F_{p}^{x}&={\frac {\partial \sigma _{xx}}{\partial x}}\,dx\,dy\,dz+{\frac {\partial \sigma _{yx}}{\partial y}}\,dy\,dx\,dz+{\frac {\partial \sigma _{zx}}{\partial z}}\,dz\,dx\,dy\\[6pt]F_{p}^{y}&={\frac {\partial \sigma _{xy}}{\partial x}}\,dx\,dy\,dz+{\frac {\partial \sigma _{yy}}{\partial y}}\,dy\,dx\,dz+{\frac {\partial \sigma _{zy}}{\partial z}}\,dz\,dx\,dy\\[6pt]F_{p}^{z}&={\frac {\partial \sigma _{xz}}{\partial x}}\,dx\,dy\,dz+{\frac {\partial \sigma _{yz}}{\partial y}}\,dy\,dx\,dz+{\frac {\partial \sigma _{zz}}{\partial z}}\,dz\,dx\,dy{\vphantom {\begin{matrix}\\\\\end{matrix}}}\end{aligned}}}Aleshores ho podem escriure en la forma operativa simbòlica:
{\displaystyle \mathbf {F} _{p}=(\nabla \cdot {\boldsymbol {\sigma }})\,dx\,dy\,dz}Hi ha forces de massa que actuen a l'interior del volum de control. Podem escriure-les utilitzant el camp d'acceleració
{\displaystyle \mathbf {f} } (p. ex. acceleració gravitatòria): {\displaystyle \mathbf {F} _{m}=\mathbf {f} \rho \,dx\,dy\,dz}

### Costat esquerre
Calculem la quantitat de moviment del cub: {\displaystyle \mathbf {p} =\mathbf {u} m=\mathbf {u} \rho \,dx\,dy\,dz}
Perquè suposem que la massa provada (cub) {\displaystyle m=\rho \,dx\,dy\,dz} és constant en el temps, per tant {\displaystyle {\frac {d\mathbf {p} }{dt}}={\frac {d\mathbf {u} }{dt}}\rho \,dx\,dy\,dz}

## Derivació integral
Si apliquem la segona llei de Newton (i-èsima component) a un volum de control en el continu que s'està modelant, obtenim:
{\displaystyle ma_{i}=F_{i}}
Aleshores, basant-nos en el teorema del transport de Reynolds i utilitzant la notació derivada material, es pot escriure
{\displaystyle {\begin{aligned}\int _{\Omega }\rho {\frac {Du_{i}}{Dt}}\,dV&=\int _{\Omega }\nabla _{j}\sigma _{i}^{j}\,dV+\int _{\Omega }\rho f_{i}\,dV\\\int _{\Omega }\left(\rho {\frac {Du_{i}}{Dt}}-\nabla _{j}\sigma _{i}^{j}-\rho f_{i}\right)\,dV&=0\\\rho {\frac {Du_{i}}{Dt}}-\nabla _{j}\sigma _{i}^{j}-\rho f_{i}&=0\\{\frac {Du_{i}}{Dt}}-{\frac {\nabla _{j}\sigma _{i}^{j}}{\rho }}-f_{i}&=0\end{aligned}}}on Ω representa el volum de control. Com que aquesta equació s'ha de complir per a qualsevol volum de control, ha de ser cert que l'integrand és zero, d'això es dedueix l'equació de moment de Cauchy. El pas principal (no fet anteriorment) per derivar aquesta equació és establir que la derivada del tensor de tensions és una de les forces que constitueix Fi.

## Formulari de conservació
L'equació de moment de Cauchy també es pot expressar de la següent manera:
| Cauchy momentum equation (conservation form) {\displaystyle {\frac {\partial \mathbf {j} }{\partial t}}+\nabla \cdot \mathbf {F} =\mathbf {s} } |simplement definint:
{\displaystyle {\begin{aligned}{\mathbf {j} }&=\rho \mathbf {u} \\{\mathbf {F} }&=\rho \mathbf {u} \otimes \mathbf {u} -{\boldsymbol {\sigma }}\\{\mathbf {s} }&=\rho \mathbf {f} \end{aligned}}}on j és la densitat de moment en el punt considerat del continu (per al qual es compleix l'equació de continuïtat), F és el flux associat a la densitat de moment i s conté totes les forces del cos per unitat de volum. u ⊗ u és el producte exterior de la velocitat amb si mateixa.
Aquí j i s tenen el mateix nombre de dimensions N que la velocitat del flux i l'acceleració del cos, mentre que F, que és un tensor, té N2
En les formes eulerianes és evident que la suposició de no tenir tensió desviatòria porta les equacions de Cauchy a les equacions d'Euler.

## Acceleració convectiva

Un exemple d'acceleració convectiva. El flux és constant (independent del temps), però el fluid desaccelera a mesura que baixa pel conducte divergent (suposant un flux compressible incompressible o subsònic).

Una característica significativa de les equacions de Navier-Stokes és la presència d'acceleració convectiva: l'efecte de l'acceleració independent del temps d'un flux respecte a l'espai. Tot i que les partícules individuals del continu experimenten una acceleració dependent del temps, l'acceleració convectiva del camp de flux és un efecte espacial, com ara l'acceleració del fluid en una broqueta.
Independentment del tipus de continu que es tracti, l'acceleració convectiva és un efecte no lineal. L'acceleració convectiva és present en la majoria de fluxos (les excepcions inclouen el flux incompressible unidimensional), però el seu efecte dinàmic es descarta en el flux reptant (també anomenat flux de Stokes). L'acceleració convectiva es representa per la quantitat no lineal u ⋅ ∇u, que es pot interpretar com (u ⋅ ∇)u o com u ⋅ (∇u), amb ∇u com la derivada tensorial del vector velocitat u. Ambdues interpretacions donen el mateix resultat.